# Gone (musikgrupp)
Gone var ett svenskt band från Stockholm som var aktivt på 1990-talet. 

## Historia
Bandet bildades 1991 och medlemmarna var Stefan Kälfors, Björn Flodkvist, Mats Ståhl, Peter Hellström och Måns P. Månsson.
Gone släppte sitt första album, Nothing 1994 och Into The Bright Oxygen Of My Nod gavs ut 1997. Båda albumen producerades av Björn Wallmark och spelades in i Slamtilt Studio. Inför Into The Bright... hade ena gitarristen, Månsson lämnat bandet. 1997 utgavs också tidigare outgivet demomaterial från 1991-1995 på albumet Demology. På några spår förekommer förutom de nämnda medlemmar även Lars Andersson på trummor och Daniel Frödén på gitarr.
Månsson och Hellström var senare med i bandet Wrecks. Stefan Kälfors hade bakgrund i punkbandet The Krixhjälters (senare Omnitron). Efter tiden i Gone var Björn Flodkvist och Mats Ståhl under ett par år i slutet på 90-talet medlemmar i doom metal-bandet Candlemass. Några år senare bildade dessa båda tillsammans med Kälfors hårdrocksbandet Enter the Hunt, där de idag, 2008, är aktiva tillsammans med sångaren Krister Linder.

## Medlemmar
Senaste medlemmar
- Björn Flodkvist – sång
- Peter Hellström – basgitarr
- Stefan Kälfors – trummor
- Måns P. Månsson – gitarr
- Mats Ståhl – gitarr

Gästmusiker
- Lars Andersson – trummor
- Daniel Frödén – gitarr

## Diskografi

### Nothing – 1994
1. Nothing
2. Clodmasher
3. Pus
4. Brain
5. Radiant
6. Gonejah

### Into The Bright Oxygen Of My Nod – 1997
1. Death-Buoy
2. Ex Soul-Mate
3. Running Shapes
4. Moment
5. Sleeping Face
6. Dim
7. Skunk Hour
8. Scratchin' The Surface
9. Landscapes
10. A Huge Cloud
11. Languid Snakes

### Demology – 1997
1. Found a Way
2. Lost
3. Let's Slow Down
4. Circus
5. Brain
6. From Inside a Shell
7. Missing the Point
8. Heresy
9. Lung
10. Sucks
11. Frozen
12. Light Years
13. Fiddler from Hell